# Federal Triangle (Metro de Washington)
Federal Triangle es una estación en las líneas Azul, Plata y Naranja del Metro de Washington, administrada por la Autoridad de Tránsito del Área Metropolitana de Washington. La estación se encuentra localizada en 302 12th St. NW en Washington D. C.. La estación Federal Triangle fue inaugurada el 1 de julio de 1977.

## Descripción
La estación Federal Triangle cuenta con 2 plataformas laterales. La estación también cuenta con 20 espacios para bicicletas.

## Conexiones
La estación es abastecida por las siguientes conexiones de autobuses: 
- Rutas del MetroBus
 DC Circulator
MTA Maryland Commuter Bus
OmniRide Commuter